# Jugoslavia ai Giochi della XIX Olimpiade
La Jugoslavia partecipò ai Giochi della XIX Olimpiade che si sono svolti a Città del Messico dal 12 al 27 ottobre 1968, con una delegazione di 69 atleti impegnati in 11 discipline per un totale di 54 competizioni. Portabandiera fu  Branislav Simić, campione olimpico uscente nella lotta greco-romana, alla sua terza Olimpiade. Il bottino della squadra, alla sua undicesima partecipazione ai Giochi estivi, fu di otto medaglie: tre d'oro, tre d'argento e due di bronzo.

## Medagliere

### Per discipline
| Sport              | Oro | Argento | Bronzo | Totale |
| ------------------ | --- | ------- | ------ | ------ |
| Nuoto              | 1   | 1       | 0      | 2      |
| Ginnastica         | 1   | 0       | 0      | 1      |
| Pallanuoto         | 1   | 0       | 0      | 1      |
| Lotta greco-romana | 0   | 1       | 1      | 2      |
| Pallacanestro      | 0   | 1       | 0      | 1      |
| Pugilato           | 0   | 0       | 1      | 1      |
| Totale             | 3   | 3       | 2      | 8      |

### Medaglie
| Medaglia | Atleta          | Sport              | Evento                   |
| -------- | --------------- | ------------------ | ------------------------ |
| Oro      | Miroslav Cerar  | Ginnastica         | Cavallo con maniglie     |
| Oro      | Đurđica Bjedov  | Nuoto              | 100 metri rana femminili |
| Oro      | Jugoslavia      | Pallanuoto         | Torneo Maschile          |
| Argento  | Stevan Horvat   | Lotta greco-romana | Pesi leggeri             |
| Argento  | Đurđica Bjedov  | Nuoto              | 200 metri rana femminili |
| Argento  | Jugoslavia      | Pallacanestro      | Torneo Maschile          |
| Bronzo   | Branislav Simić | Lotta greco-romana | Pesi medi                |
| Bronzo   | Zvonimir Vujin  | Pugilato           | Pesi leggeri             |

## Risultati

### Pallacanestro
| Atleta | Classifica |
| --- | ---------- |
| V · D · M Nazionale jugoslava - Pallacanestro ai Giochi della XIX Olimpiade 4 Žorga · 5 Korać · 6 Maroević · 7 Rajković · 8 Cvetković · 9 Ražnatović · 10 Daneu · 11 Ćosić · 12 Šolman · 13 Plećaš · 14 Čermak · 15 Skansi · All. Ranko Žeravica | Argento    |
| Nazionale jugoslava - Pallacanestro ai Giochi della XIX Olimpiade |            |
| 4 Žorga · 5 Korać · 6 Maroević · 7 Rajković · 8 Cvetković · 9 Ražnatović · 10 Daneu · 11 Ćosić · 12 Šolman · 13 Plećaš · 14 Čermak · 15 Skansi · All. Ranko Žeravica                                                                             |            |

### Pallanuoto
| Atleta | Classifica |                       |
| --- | --- | --------------------- |
| V · D · M Nazionale maschile jugoslava di pallanuoto · Giochi olimpici - Città del Messico 1968 Bonačić · Dabović · Hebel · Janković · Lopatni · Marović · Perišić · Poljak · Sandić · Stipanić · Trumbić · CT : Aleksandar Sajfert | Oro |                       |
| Nazionale maschile jugoslava di pallanuoto · Giochi olimpici - Città del Messico 1968 | |                       |
| Bonačić · Dabović · Hebel · Janković · Lopatni · Marović · Perišić · Poljak · Sandić · Stipanić · Trumbić · CT: Aleksandar Sajfert                                                                                                  | Bonačić · Dabović · Hebel · Janković · Lopatni · Marović · Perišić · Poljak · Sandić · Stipanić · Trumbić · CT: Aleksandar Sajfert | Jugoslavia (bandiera) |